# Явас
Ява́с (мокш. Яваз, рос. Явас) — селище міського типу у складі Зубово-Полянського району Мордовії, Росія. Адміністративний центр Яваського міського поселення.
Населення — 7941 особа (2010; 7964 у 2002).